# Castello di Mola
Il castello di Castelmola, in origine castello di Mola, è ubicato a Castelmola, comune italiano della città metropolitana di Messina.
La fortificazione assieme a quella della vicina rocca di Taormina faceva parte della catena difensiva peloritana composta dai manieri di Castiglione, Francavilla, Tripi, Montalbano, Castroreale, Santa Lucia, Milazzo e Ficarra, rappresentando per i diversi conquistatori nelle varie epoche, il punto nevralgico da espugnare per assumere il controllo del territorio. Con la sua posizione spazia sull'intera costa ionica, con le coste calabre e lo Stretto di Messina a settentrione, e l'Etna che domina l'orizzonte a mezzogiorno.

## Storia

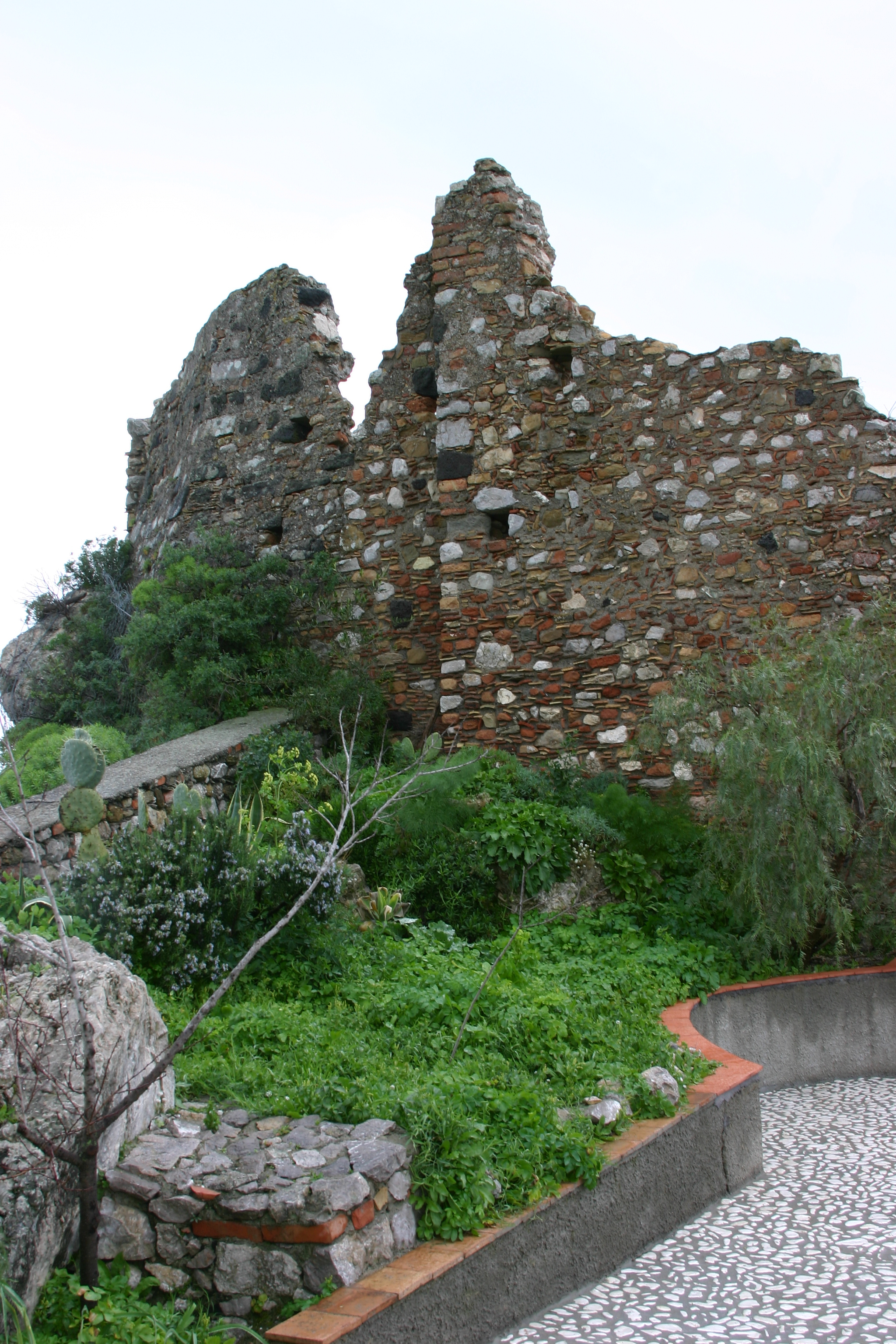
Ruderi

### Epoca greca
Primitiva fortificazione menzionata da Diodoro Siculo durante la contesa tra Taorminesi e le armate di Dionisio, tiranno di Siracusa (390 - 389 a.C.).

### Epoca bizantina e araba
La maggior parte degli storici concorda con la più antica edificazione nel periodo romano, costruzione che dominava con la sua pianta irregolare il castrum Molae.
Una riedificazione è effettuata in epoca bizantina, infatti una dicitura greco - bizantina del IX secolo, incisa sulla lapide marmorea posta sulla facciata del duomo cittadino recita: "questo castello fu costruito sotto Costantino, patrizio e stratega di Sicilia".
Rocca e fortificazioni sono considerate la seconda acropoli per l'abitato di Taormina, verosimilmente tale funzione avranno assunto durante gli assedi saraceni subiti nell'arco temporale che spazia dal 902 al 962 d.C.

### Epoca del Regno di Sicilia
L'Emirato di Sicilia si dissolse nel 1078, con l'ascesa di Ruggero I di Sicilia che conquistata Taormina dopo sette mesi d'assedio, espugna la città. Ruggero costruisce un nuovo castello (chiamato Mola) ed in prossimità del centro abitato quale ringraziamento alla Madonna, fece erigere la chiesetta della Santissima Annunziata. Storici, commentatori, documentatori fanno spesso riferimento alla stretta relazione fra i due edifici e i rispettivi nuclei abitativi distinguendoli rispettivamente in castrum superius e castrum inferior.
Affidata ai nobili fedeli ai Re di Sicilia, Mola appoggia dapprima gli Svevi contro gli usurpatori angioini, restando fedele al casato Hohenstaufen fino all'ultimo, poi nel 1282, durante il Vespro Siciliano, insorge contro gli Angioini schierandosi a favore della legittima Dinastia degli Aragonesi.
Nel Trecento, sotto il regno di Federico III e poi del di lui figlio Pietro II di Sicilia, l'edificio fu cinto di mura e reso inaccessibile per essere utilizzato come fortezza e prigione funzionale anche per la vicina Taormina.
- 1353, Michele da Piazza definisce di antica fondazione il castello di Mola.
- 1419, Pietro Forni è castellano della Mola.[6]

### Epoca del Viceregno di Sicilia
Un emblema posto sulla sommità dell'arco d'ingresso presenta la dicitura: "Castello fedele a Sua Maestà - anno 1578", chiaro riferimento al Sovrano di Sicilia Filippo II di Spagna.
Nel 1637 è amministrato civilmente dalla città di Taormina. Da qui in avanti (17 novembre), per motivi legati al Regio Erario, castello e territori non sono più appartenenti alla giurisdizione di Taormina e sono venduti col titolo di marchesato.
Il castello della Mola piazzaforte militare, è alternativamente occupato dai contingenti francesi dopo i gravi e ripetuti scontri con le truppe spagnole, lunga scia di episodi che si inserisce tra il 1673 e il 1678 nel triste contesto delle rivolte antispagnole.
Dal 1718 al 1720, la piazzaforte e il territorio sono basi dalle armate austro - piemontesi durante gli scontri contro gli spagnoli capitanati dal Viceré Jean François de Bette III Marchese di Lede. Nella "guerra di successione" le truppe della coalizione resistettero all'assedio spagnolo, per poi cedere la base. La Battaglia di Francavilla si inserisce nel contesto dei conflitti contro la Quadruplice alleanza combattuti dal regno di Spagna contro Inghilterra, Francia, Austria e Paesi Bassi per il predominio sul mar Mediterraneo. L'esito degli scontri sarà sfavorevole per la compagine iberica, evento che aprirà la breve parentesi austriaca in Sicilia.
- 1637, Tommaso Marullo, marchese di Condagusta.[10][11][12]
  - Cesare Marullo, barone della Mola.[11][12]
    - Cesare Marullo junior.[12]
      - 1735, Placido Castelli Marullo.[13]

La signoria è elevata al rango di principato della famiglia Villadicani sotto Casa Borbone.
- 1744, Alvaro Villadicane Marullo e Castelli, marchese di Condagusta, principe della Mola e barone di tre feudi.[14][15]
  - Giovambattista Villadicane.[14]

### Epoca contemporanea
Alcuni ambienti ospitano il Museo del Medioevo Siciliano. Il castello è sede di rappresentazione della suggestiva arte venatoria medievale: la  "Falconeria". Scopo le esibizioni e le straordinarie acrobazie compiute da questi imponenti rapaci.

## Personaggi legati al castello
- Costantino Caramalo, stratega di Sicilia.

## Galleria d'immagini

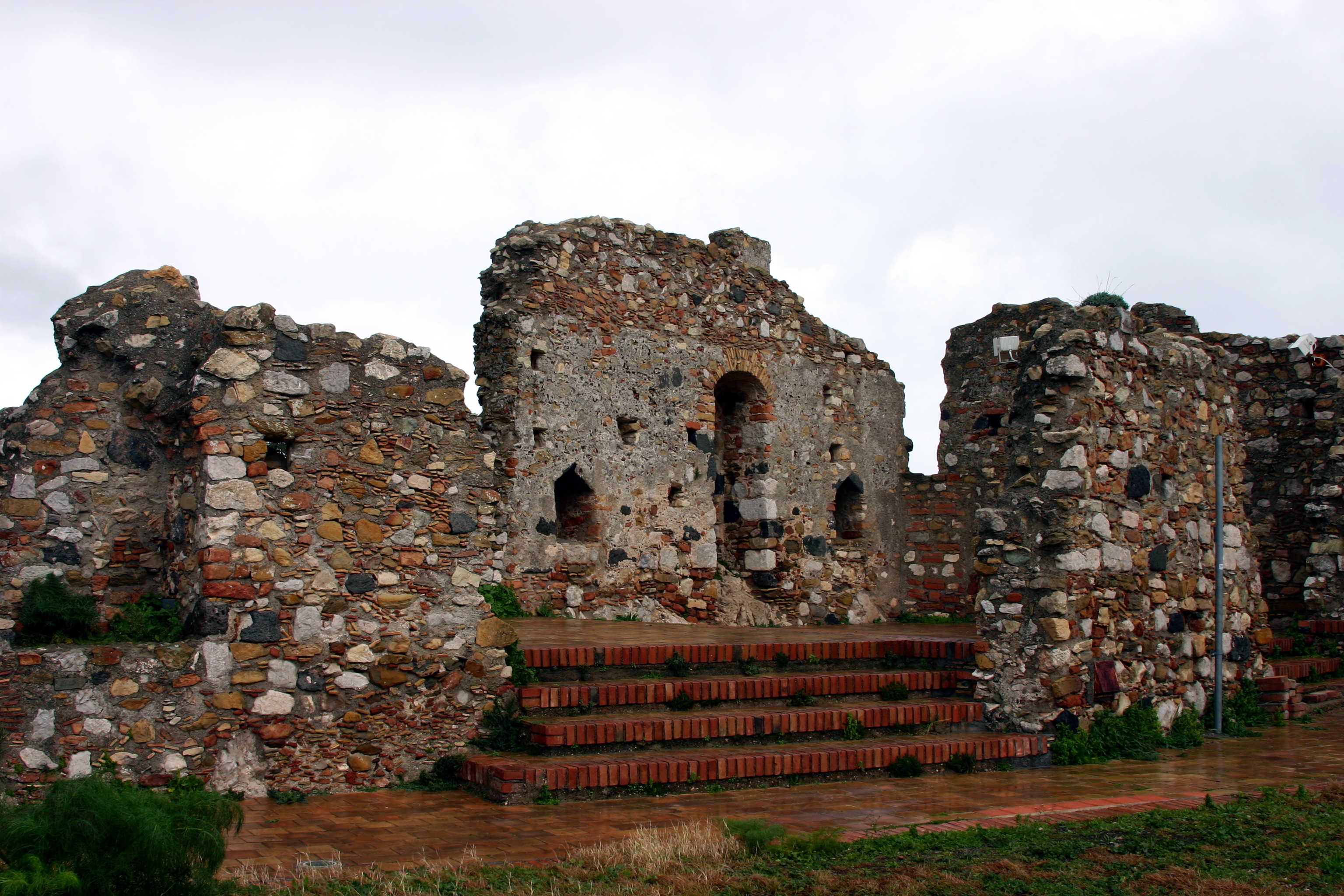
Ruderi
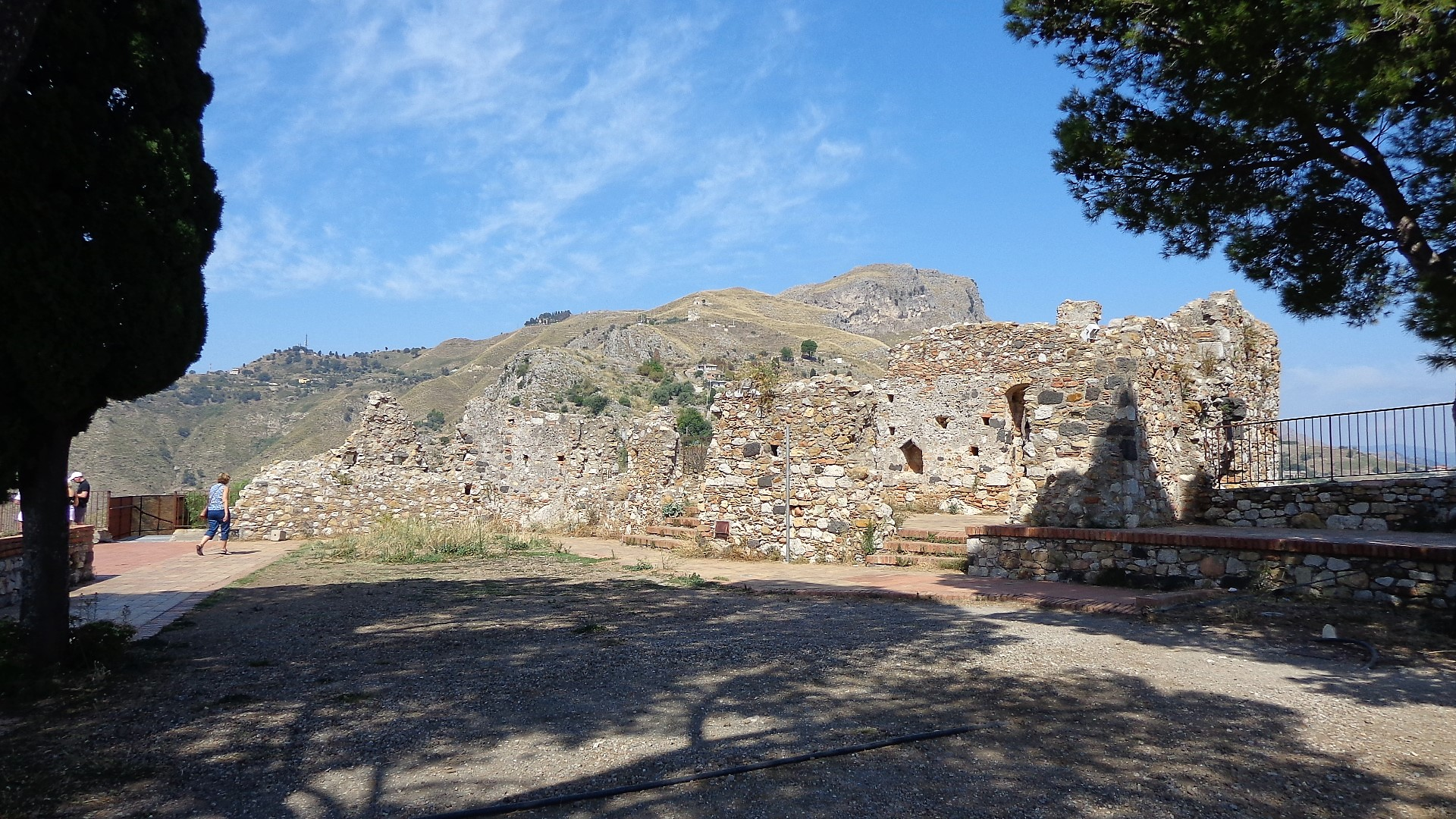
Area settentrionale
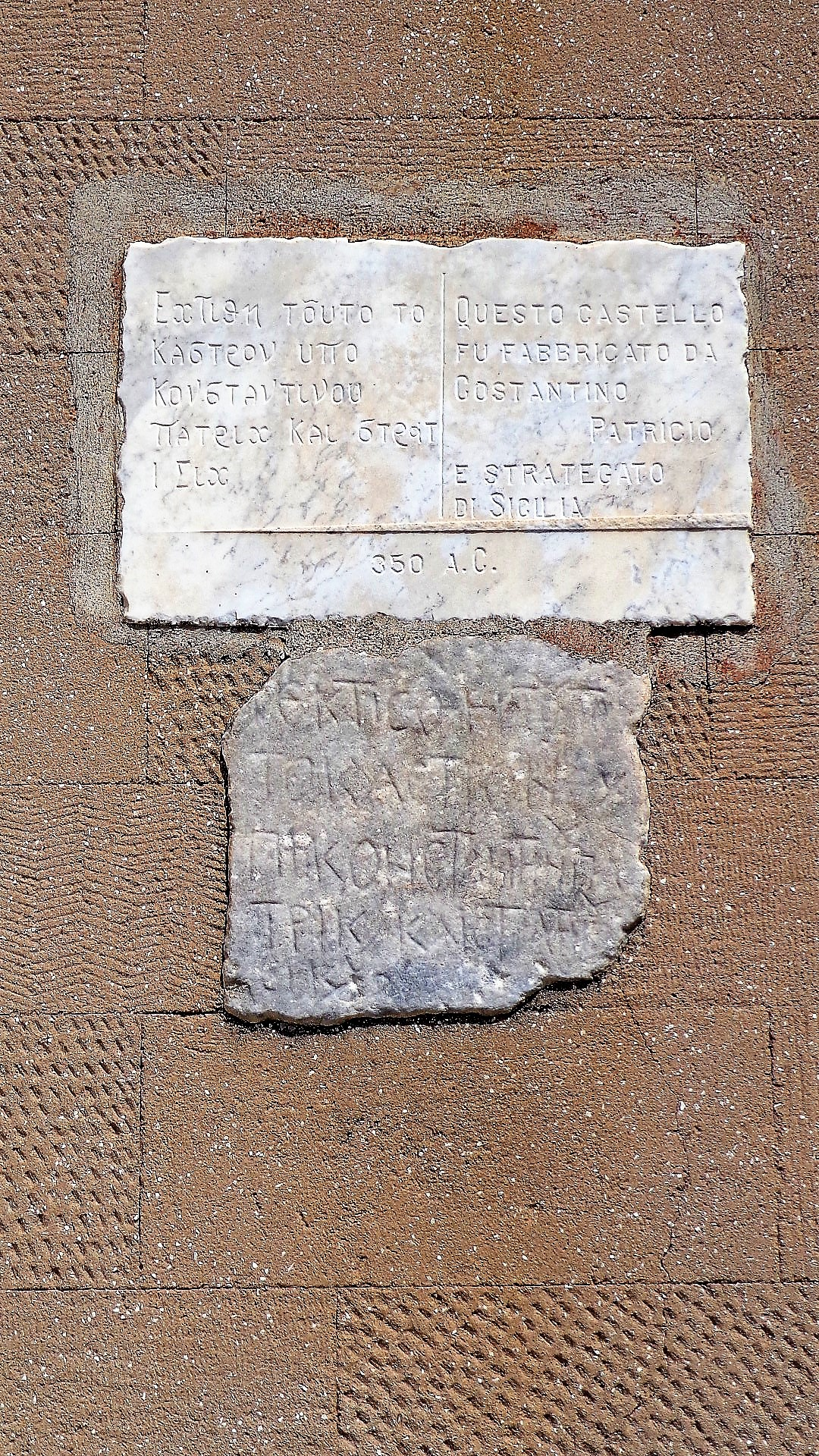
Iscrizione marmorea